# ستيلا غريغوريان
ستيلا غريغوريان (بالأرمنية: Ստելլա Գրիգորյան) وُلدت في 4 نوفمبر 1989 في أراغاتسافان. هي فنانة أرمنية ونحاتة ومعلمة.

## مهنة
ولدت ستيلا غريغوريان في عام 1989 في أراغاتسافان، مقاطعة أراغاتسوتن في أرمينيا. من 2010 -2014 درست في قسم النحت في أكاديمية يريفان للفنون الجميلة. حصلت على درجة الماجستير من الجامعة التربوية الحكومية الأرمنية. منذ عام 2016 تدرس ستيلا في مركز الفن "Mughdusyan"
.

## المعارض
- مسابقة الشباب في عام 2013
- "البرونز والحجم"، 2013
- مسابقة للمعارض مخصصة لعيد القديس سرجي، 2014
- معرض النحت الجمهوري، 2014
- معرض مخصص للإبادة الجماعية للأرمن - «بعد 100 عام»، 2015

## الجوائز
- جائزة سانت سارجيس، 2015
- جائزة سانت سارجيس، 2016
- مهرجان مهرجان الفن الدولي 2016 للشباب، لأفضل عمل نحتي

## معرض

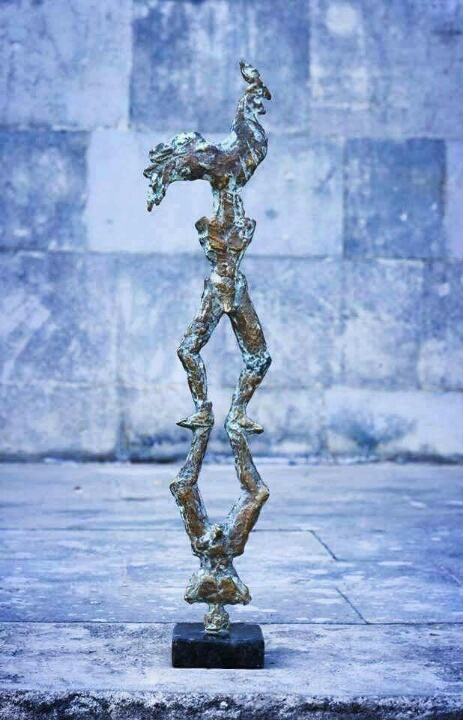
سلسلة صباحية فرنسية، 2012
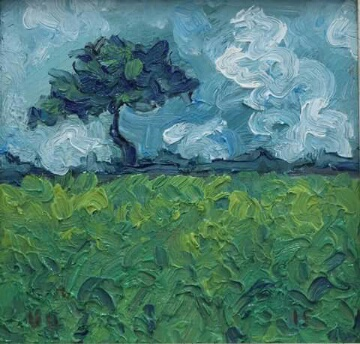
سولو، 2015
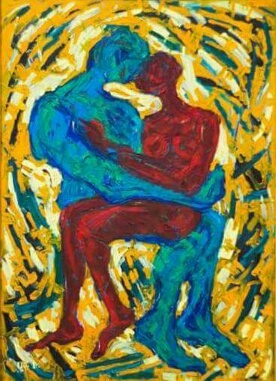
آدم وليليث، 2015

## الروابط الخارجية
- ستيلا غريغوريان